# Florian von Rosenberg
Florian von Rosenberg (* 1980 in Herdecke) ist ein deutscher Erziehungswissenschaftler und Hochschullehrer.

## Leben
Florian von Rosenberg studierte Erziehungswissenschaft, Soziologie, Psychologie und Philosophie an der FU Berlin. Von 2006 bis 2013 war er als wissenschaftlicher Mitarbeiter an der Professur für Allgemeine Erziehungswissenschaft an der Helmut-Schmidt-Universität Hamburg tätig. In den Jahren 2008–2010 war er zudem wissenschaftlicher Mitarbeiter im DFG-Projekt Bildung – Transformation und Tradierung im Zusammenhang von Individualität und Kollektivität. Im Jahr 2010 promovierte von Rosenberg in Erziehungswissenschaft mit einer Schrift über Bildung und Habitustransformation an der Helmut-Schmidt-Universität. Die Promotion erfolgte summa cum laude und die Dissertation wurde mit dem Wissenschaftspreis der Freunde und Förderer der Helmut-Schmidt-Universität ausgezeichnet. Von 2010 bis 2012 wirkte von Rosenberg als wissenschaftlicher Mitarbeiter am DFG-Projekt Lernorientierungen diesseits und jenseits des Bildungsprozesses: Der biographisch kontextuierte Aufbau von Wissen und Können mit. Von 2012 bis 2013 vertrat er eine W3-Professur für Allgemeine Erziehungswissenschaft an der Universität der Bundeswehr München. Im Jahr 2013 erfolgte die Habilitation an der Helmut-Schmidt-Universität im Fachgebiet Erziehungswissenschaft, woraufhin er im August 2013 eine Junior-Professur für Allgemeine Erziehungswissenschaft an der Universität Erfurt übernahm. Einen Ruf auf eine W3-Professur für Erziehungswissenschaft mit dem Schwerpunkt Soziokulturelle Bedingungen des Aufwachsens an der Martin-Luther-Universität Halle-Wittenberg lehnte von Rosenberg ab. Seit Oktober 2016 ist er Universitätsprofessor für Allgemeine Erziehungswissenschaft an der Universität Erfurt.
Florian von Rosenberg ist Mitglied der Deutschen Gesellschaft für Erziehungswissenschaft. Seit 2021 ist er Mitglied im Netzwerk Wissenschaftsfreiheit.

## Werk
In dem 2022 erschienenen Buch Die beschädigte Kindheit. Das Krippensystem der DDR und seine Folgen untersucht von Rosenberg auf der Grundlage von Akten des Ministeriums für Gesundheitswesen und der in der DDR erschienenen Forschungsliteratur die Folgen der in der DDR weit verbreiteten Kinderkrippen auf die kindliche Entwicklung und Gesundheit. Dabei stellte er unter anderem fest, dass die vom Ministerium veranlassten Vergleichsuntersuchungen erhebliche Entwicklungsrückstände von Krippenkindern gegenüber zu Hause aufwachsenden Kindern ergeben hatten. Insbesondere bei Kindern, die in Wochenkrippen betreut wurden, traten häufig Symptome von Hospitalismus auf. Aus politischen und ökonomischen Gründen nahmen die politisch Verantwortlichen dies aber nicht zum Anlass, den Ausbau des Krippenwesens zurückzunehmen. Florian von Rosenberg erweitert diese historische Kritik auf die generelle Möglichkeit, Kinder früh von ihren Familien zu trennen.

## Schriften (Auswahl)
- Habitus und Distinktion in Peergroups. Ein Beitrag zur rekonstruktiven Schul- und Jugendkulturforschung. Logos, Berlin 2008, ISBN 978-3-8325-2045-8.
- Bildung und Habitustransformation. Empirische Rekonstruktionen und bildungstheoretische Reflexionen. Transcript, Bielefeld 2011, ISBN 978-3-8376-1619-4.
- mit Alexander Geimer (Hrsg.): (2014): Bildung unter Bedingungen kultureller Pluralität. Springer, Wiesbaden 2014, ISBN 978-3-531-18414-2.
- mit Arnd-Michael Nohl und Sarah Thomsen: Bildung und Lernen im biographischen Kontext. Empirische Typisierungen und pragmatisch-praxistheoretische Reflexionen. Springer, Wiesbaden 2015, ISBN 978-3-658-06601-7.
- Lernen, Bildung und kulturelle Pluralität. Auf dem Weg zu einer empirisch fundierten Theorie.  Springer, Wiesbaden 2016, ISBN 978-3-658-06365-8.
- Die beschädigte Kindheit. Das Krippensystem der DDR und seine Folgen, C. H. Beck, München 2022, ISBN 978-3-406-79199-4.